# Ballisztikus vezetés
A szilárdtestfizikában ballisztikus vezetésnek illetve ballisztikus transzportnak nevezik azt, amikor egy vezető anyagban valamely jelenség hatására a töltéshordozók szóródásmentesen képesek haladni. Ekkor az elektronok mozgását és magát a vezetést nem az Ohm-törvény, hanem Newton erőtörvényei írják le. 
A ballisztikus vezetés, bár elvben veszteségmentes, nem tévesztendő össze a szupravezetéssel, előbbi esetében ugyanis nem lép fel a Meissner–Ochsenfeld-effektus.
A jelenség jellemzően alacsony dimenziós szerkezetekben, mezoszkopikus rendszerekben illetve nanoszerkezetekben lép fel. Tágabb értelemben nem csak elektromos töltéshordozók esetében léphet fel, bármilyen energiahordozó részecskénél beszélhetünk ballisztikus vezetésről, ha az a rendszer méreteivel összemérhető távolságon át szóródásmentesen történik, így például elektronokon és lyukakon kívül fononok is képesek ballisztikus transzporttal közlekedni.
A jelenség első kísérleti megfigyelése 1985-ben történt gallium-arzenid vékonyrétegben. Ezen kívül ma is intenzíven kutatott, ballisztikus vezetésre képes anyagok például a szén nanocső és a grafén.

## Fizikai jellemzése

### A vezetés klasszikus modellje
Klasszikus fizikai felfogás szerint az anyagok elektromos ellenállása abból adódik, hogy rajtuk áthaladva a töltéshordozók, például elektronok szóródnak. A szóródás történhet például az anyag atomjain illetve molekuláin, kristályos anyagokban például rácshibákon, szennyezőkön. Ha a kísérletet alacsony hőmérsékleten végezzük, az elektronok általában kisebb eséllyel ütköznek az egyensúlyi helyzetük körül rezgő (hőmozgást végző) atomtörzsekkel. Ha az anyagban kevesebb a szennyeződés és a rácshiba, jellemzően szintén csökken a szóródás valószínűsége.
A vezetést befolyásoló szóródási folyamatoknak általában van egy megadható valószínűségi eloszlása, így az anyagban egy elektromos térerősség hatására elinduló elektronok két ütközés között megtett útja elméletileg megadható. Az elektronok által két ütközés között megtett átlagos távolságot nevezzük az elektronok átlagos szabad úthosszának. A szabad úthossz nagyobb, ha a szóródás valószínűsége kicsi, így az alacsony hőmérsékleten végzett kísérletekben, vagy nagy tisztaságú, rendezett anyagokban a szabad úthossz általában nagyobb.
A szóródási folyamatok során történő ütközésekben az elektron impulzusa megváltozik: pályája eltérül, sebessége csökkenhet is, nőhet is. A Drude-modell sok elektron sok szóródását figyelembe véve tesz statisztikai állításokat a vezetésre vonatkozólag. Ha a rendszerben egy elektronok haladása során sok szóródás történik, akkor ezek miatt az átlagos sebességeloszlásuk állandósul. Ezt a vezetési jelleget diffúz vezetésnek nevezik. A Drude-modell fontos következménye az Ohm-törvény, amely szerint az ilyen rendszerekben adott elektromos feszültséggel szemben az anyag állandó ellenállást tanúsít (ezzel ekvivalens módon az is mondható, hogy az ). Továbbá a szóródások során az elektronok által a rácsnak leadott energia kifejezésével a Joule-hő is megadható.  

### Szóródásmentes terjedés
Más a helyzet, ha az anyagban igen kevés szóródás történik, amit ballisztikus vezetésnek nevezünk. Ekkor az elektronok impulzusa jellemzően csak akkor változhat, ha (például külső térrel) erőt fejtünk ki rá, de mozgásuk során a kristályrácsnak nem adnak át energiát. Ennek következményei például, hogy  
- ballisztikus vezetés esetén elvben nem lép fel Joule-hő, a vezetés veszteségmentes,
- a ballisztikus vezeték ellenállása nem függ a vezeték hosszától.

A vezetés ballisztikus jellegének feltétele a következőképpen adható meg: 
{\displaystyle L\leq \lambda _{\mathrm {sz} }}, 
ahol L a vizsgált  fizikai rendszer egy karakterisztikus mérete (például egy MOSFET tranzisztor csatornahossza), {\displaystyle \lambda _{\mathrm {sz} }} pedig a töltéshordozó szabad úthossza a rendszerben. A szabad úthossz a Matthiessen-szabály alapján más szórási szabad úthosszakból áll elő: 
{\displaystyle {\frac {1}{\lambda _{\mathrm {sz} }}}={\frac {1}{\lambda _{\mathrm {elektron} }}}+{\frac {1}{\lambda _{\mathrm {r{\acute {a}}cs} }}}+{\frac {1}{\lambda _{\mathrm {hiba} }}}+{\frac {1}{\lambda _{\mathrm {szenny} }}}+\cdots }, 
ahol a {\displaystyle \lambda _{\mathrm {sz} }} effektív szabad úthosszat befolyásoló egyes {\displaystyle \lambda } szabad úthosszak rendre az elektronok egymáson való szóródására, a rácson való szóródásra, a rácshibákon való szóródásra, a szennyezőkön való szóródásra stb. vonatkozik. A fentiek közül anyagtól függően más-más tag dominál, a rendszertől függ, hogy mely folyamatokat veszik figyelembe. 

### Landauer-formalizmus
A ballisztikus vezetés egydimenziós esetére 1957-ben Rolf Landauer javasolt egy célszerű tárgyalásmódot, melyet ma Landauer-formalizmusnak neveznek. Ez alapján a ballisztikus vezetés transzmissziós problémaként fogható fel, hasonlóan ahhoz, ahogy például egy fénynyaláb üvegen történő visszaverődését és áthaladását az optika tárgyalja.
A vizsgált rendszer (például egy vezeték) vezetőképessége annak általános definíciója szerint az alábbiak szerint adható meg:
{\displaystyle G={\frac {I}{V}}},
ahol G a vezetőképesség, melyet a V feszültségből és a hatására mérhető I átfolyó áramból határozunk meg. Tegyük fel, hogy két ideális vezető közeg között található a vizsgált rendszer, melyet T transzmissziós együtthatóval jellemezhetünk. Ekkor a rendszer vezetőképessége az alábbi Landauer-formulával fejezhető ki:
{\displaystyle G=2{\frac {e^{2}}{h}}MT}.
A spindegeneráció miatt adott vezetési móduson belül a két spinorientációnak külön vezetési csatornája van, ezt fejezi ki a 2-es szorzó. {\textstyle {\frac {e^{2}}{h}}} a spinorientációnkénti vezetőképesség-járulék, M a vezetési módusok száma, T pedig a transzmissziós együttható, mely a vezeték egy végén érkező elektronok átjutási valószínűségével függ össze.

## Példák

### Szén nanocső
A szén nanocsövek szénatomok hatszöges, csővé záródó nanoszerkezete. Esetükben szobahőmérsékleten az elektronok szóródásának fő oka a fononokkal való kölcsönhatás. Azonban az elektronok szabad úthossza akár jóval nagyobb is lehet (~ 1 m), mint egy szén nanocső tipikus hossza (~ 1 µm). Emiatt egy kellőképpen hiba- és szennyezőmentes cső akár szobahőmérsékleten is lehet ballisztikus vezető. Egyes megfigyelések szerint a vezetés jellemzői függnek például a cső kiralitásától.

### Grafén nanoszalag
A grafén nanoszalagok elektronikai szempontból igen hasonlók a nanocsövekhez. A nanoszalagok ballisztikus vezetésének jellemzőit befolyásolja a szalag pereme, hajlottsága, stb.

### Szilícium nanodrót
A szilíciumból készült nanodrótok egy gyakorlati előnye a szén nanocsövekhez képest, hogy viszonylag reprodukálhatóan gyárthatók, és belőlük is kialakíthatók olyan tranzisztorok, melyekben ballisztikus, vagy ahhoz közeli működés valósul meg. A szilícium nanodróton alapuló térvezérlésű tranzisztorok ezért ígéretes eszközök, melyek fejlesztésével esetleg kiválthatók lesznek a mai, például fotolitográfiával készülő FET-eszközök.

## Fordítás
Ez a szócikk részben vagy egészben  a   Ballistic conduction című angol Wikipédia-szócikk ezen változatának fordításán alapul.  Az eredeti cikk szerkesztőit annak laptörténete sorolja fel. Ez a jelzés csupán a megfogalmazás eredetét és a szerzői jogokat jelzi, nem szolgál a cikkben szereplő információk forrásmegjelöléseként.

### Szakkönyvek
- Imry, Yoseph. Introduction to mesoscopic physics. Oxford New York: Oxford University Press (2002). ISBN 978-0-19-850738-3
- Eric Akkermans, Gilles Montambaux. Mesoscopic Physics of Electrons and Photons. Cambridge University Press (2007). ISBN 9781139463997
- Sólyom Jenő: A modern szilárdtest-fizika alapjai II: Fémek, félvezetők, szupravezetők. Budapest: ELTE Eötvös Kiadó. 2010.  ISBN 9789633120286

### Folyóiratcikkek
- Heiblum, M. (1985). „Direct Observation of Ballistic Transport in GaAs”. Physical Review Letters 55 (20), 2200–2203. o, Kiadó: Amerikai Fizikai Társaság. DOI:10.1103/physrevlett.55.2200. (Hozzáférés: 2017. május 18.)[halott link]
- Wees, B. J. van (1988). „Quantized conductance of point contacts in a two-dimensional electron gas”. Physical Review Letters 60 (9), 848–850. o, Kiadó: Amerikai Fizikai Társaság. DOI:10.1103/physrevlett.60.848. (Hozzáférés: 2018. november 13.)
- Wharam, D A (1988). „One-dimensional transport and the quantisation of the ballistic resistance”. Journal of Physics C 21 (8), L209–L214. o, Kiadó: IOP Publishing. DOI:10.1088/0022-3719/21/8/002. (Hozzáférés: 2017. május 18.)
- White, C. T. (1998). „Carbon nanotubes as long ballistic conductors”. Nature 393 (6682), 240–242. o, Kiadó: Springer Nature. [2017. április 28-i dátummal az eredetiből archiválva]. DOI:10.1038/30420. (Hozzáférés: 2017. május 18.)
- Javey, Ali (2003). „Ballistic carbon nanotube field-effect transistors”. Nature 424 (6949), 654–657. o, Kiadó: Springer Nature. DOI:10.1038/nature01797. (Hozzáférés: 2017. május 18.)
- Du, Xu (2008). „Approaching ballistic transport in suspended graphene”. Nature Nanotechnology 3 (8), 491–495. o, Kiadó: Springer Nature. DOI:10.1038/nnano.2008.199. (Hozzáférés: 2017. május 18.)